# Politisches System Haitis
Das politische System der Republik Haïti ist in der Verfassung von 1987 (La Constitution de la République d'Haïti (1987)) festgelegt. Als wichtigste Merkmale gelten die demokratische und republikanische Staatsform mit einer starken Exekutive im Rahmen eines semipräsidentiellen Regierungssystems. Haïti besitzt ein parlamentarisches Zweikammersystem.
Die Verfassung wurde zuletzt mit Gesetz vom 9. Mai 2011 geändert; die geänderte Fassung trat am 19. Juni 2012 in Kraft.

## Verfassungsordnung der staatlichen Institutionen
Es herrscht Gewaltenteilung zwischen Legislative, Exekutive und Judikative.

### Legislative
Das Parlament Haïtis (Corps Législatif) besteht aus zwei Kammern:
- der Abgeordnetenkammer (Chambre des députés), und
- dem Senat (Sénat).[5]

Wahlen finden auf der Grundlage von einzelnen Wahlgesetzen statt. (Beispiel 2013)

#### Abgeordnetenkammer
Die Wahlen zur Abgeordnetenkammer finden allgemein und direkt statt. Die Verfassung spricht in Artikel 90 von "collectivités municipales", die jeweils einen Wahlkreis bilden, in dem ein Abgeordneter gewählt wird. Dieser Begriff findet sich nicht in dem Abschnitt, in dem die Verfassung die Verwaltungsgliederung des Staatsgebiets definiert (s. u.). Größere "collectivités" können dem Wahlgesetz folgend bis zu drei Abgeordnete wählen. Die Kammer muss mindestens 70 Mitglieder haben. Es gilt das Mehrheitswahlrecht.
Bewerber müssen:
1. Haitianer oder Haitianer haitianischer Herkunft sein und ihre Staatsangehörigkeit nie aufgegeben haben;
2. 25 Jahre alt sein;
3. ihre bürgerlichen und politischen Rechte genießen und nie wegen einer niederträchtigen (afflictive) oder schändlichen (infamante) Straftat verurteilt worden sein;
4. für mindestens zwei aufeinanderfolgende Jahre vor dem Datum der Wahlen in dem zu vertretenden Wahlkreis wohnhaft gewesen sein;
5. mindestens eine Immobilie im Wahlbezirk besitzen oder betreiben oder einen Beruf oder ein Gewerbe ausüben;
6. gegebenenfalls als Verwalter öffentlicher Mittel entlastet worden sein.[8]

Die Abgeordneten werden für vier Jahre gewählt und können unbegrenzt erneut gewählt werden.
Die Abgeordnetenkammer kann mit 2/3 Mehrheit Anklage gegen den Präsidenten, den Premierminister, Minister und Staatssekretäre erheben.

#### Senat
Der Senat besteht aus drei Senatoren pro département; die Zahl der Senatoren ist somit auf 30 festgelegt. Sie werden per Mehrheitswahl in den einzelnen Departements bestimmt. Senatoren werden für sechs Jahre gewählt und können unbegrenzt wiedergewählt werden. Alle zwei Jahre wird ein Drittel der Mitglieder des Senats neu gewählt.
Bewerber müssen:
1. Haitianer haitianischer Herkunft sein und ihre Staatsangehörigkeit nie aufgegeben haben;
2. 30 Jahre alt sein;
3. ihre bürgerlichen und politischen Rechte genießen und nie wegen einer niederträchtigen (afflictive) oder schändlichen (infamante) Straftat verurteilt worden sein;
4. für mindestens vier aufeinanderfolgende Jahre vor dem Datum der Wahlen in dem zu vertretenden Wahlkreis wohnhaft gewesen sein;
5. mindestens eine Immobilie besitzen oder betreiben oder hier einen Beruf oder ein Gewerbe ausüben;
6. gegebenenfalls als Verwalter öffentlicher Mittel entlastet worden sein.[13]

#### Nationalversammlung
Die "Assemblée Nationale" wird durch gemeinsames Zusammentreten beider Kammern der Legislative gebildet. Dieses findet zum Beginn und zum Ende jeder (jährlichen) Sitzungsperiode des Parlaments statt.
Aufgaben der Nationalversammlung:
- die Entgegennahme des Verfassungseides des Präsidenten der Republik;
- jede Kriegserklärung zu ratifizieren;
- internationale Verträge und Konventionen zu genehmigen oder abzulehnen;
- die Verfassung in Übereinstimmung mit dem darin festgelegten Verfahren zu ändern;
- die Entscheidung der Exekutive zu ratifizieren, den Sitz der Regierung an einen anderen Ort im Land zu verlegen;
- über die Angemessenheit der Verhängung des Belagerungszustandes zu entscheiden;
- an der Bildung des Ständigen Wahlrates mitzuwirken;
- bei der Eröffnung jeder Sitzungsperiode die Bilanz der Aktivitäten der Regierung entgegenzunehmen.[14]

Die Nationalversammlung ist beschlussfähig, wenn aus jeder Kammer mindestens die Hälfte der Mitglieder anwesend ist.

### Exekutive

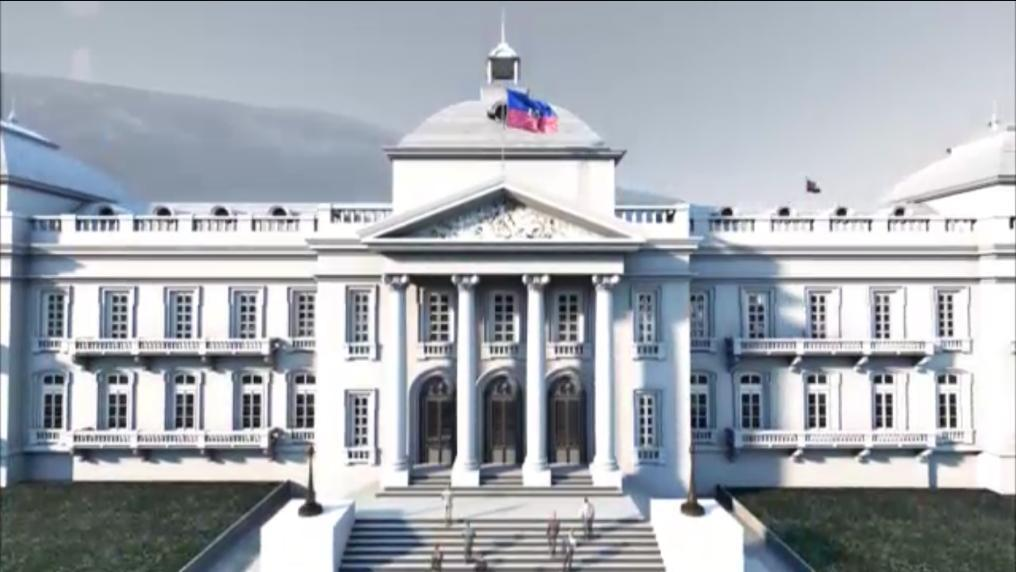
Amtssitz des Präsidenten der Republik (Palais présidentiel national Haïti)

Das politische System Haïtis ist durch eine doppelköpfige Exekutive gekennzeichnet. Die Machtbereiche sind zwischen dem Präsidenten der Republik und der Regierung aufgeteilt.

#### Präsident
Der Präsident der Republik wird in allgemeiner Direktwahl nach dem Mehrheitssystem bestimmt. Erhält im ersten Wahlgang kein Bewerber die absolute Mehrheit, gehen die beiden bestplatzierten Bewerber in eine Stichwahl, in der die einfache Mehrheit ausreicht. Die Amtsperiode beträgt fünf Jahre. Wiederwahl ist nicht möglich. Erst nach Ablauf einer weiteren Wahlperiode kann sich ein früherer Präsident erneut um das Amt bewerben.
Bewerber müssen:
1. Haitianer haitianischer Herkunft sein und ihre Staatsangehörigkeit nie aufgegeben haben;
2. 35 Jahre alt sein;
3. ihre bürgerlichen und politischen Rechte genießen und nie wegen einer niederträchtigen (afflictive) oder schändlichen (infamante) Straftat verurteilt worden sein;
4. für mindestens fünf aufeinanderfolgende Jahre vor dem Datum der Wahlen in Haiti wohnhaft gewesen sein;
5. mindestens eine Immobilie besitzen oder einen Beruf ausüben;
6. gegebenenfalls als Verwalter öffentlicher Mittel entlastet worden sein.[17]

Der Präsident der Republik
- sorgt als Staatsoberhaupt für die Einhaltung und Ausführung der Verfassung und die Stabilität der Institutionen. Er gewährleistet das ordnungsgemäße Funktionieren des
- und die Kontinuität des Staates;
- wählt einen Ministerpräsidenten aus dem Kreis der Mitglieder der Partei mit einer Mehrheit im Parlament aus. Kommt eine solche Mehrheit nicht zustande, kann der Präsident der Republik einen Premierminister in Absprache mit den Präsidenten des Senats und der Abgeordnetenkammer auswählen. Die Wahl muss in jedem Fall durch das Parlament ratifiziert werden.
- ist der Garant der nationalen Unabhängigkeit und der territorialen Integrität des Landes.
- unterzeichnet alle internationalen Verträge, Konventionen und Vereinbarungen und legt diese der Nationalversammlung zur Ratifizierung vor;.
- akkreditiert Botschafter und außerordentliche Gesandte bei ausländischen Mächten, erhält Beglaubigungsschreiben von den Botschaftern der ausländischen Mächte.
- und erteilt den Konsuln das Exequatur;
- erklärt den Krieg, verhandelt und unterzeichnet Friedensverträge mit der Zustimmung der Nationalversammlung;
- ernennt nach Genehmigung durch den Senat auf Vorschlag des Ministerrats den Oberbefehlshaber der Streitkräfte, den Polizeipräsidenten, Botschafter und Generalkonsuln;
- ernennt durch ein Dekret des Ministerrats Generaldirektoren der öffentlichen Verwaltung, die délégués und vice-délégués der Departements (s. u.);
- setzt die Gesetze mit dem Siegel der Republik in Kraft und verkündet sie zeitnah.[18]

Siehe auch: Liste der Staatsoberhäupter von Haiti

#### Regierung
Die Regierung besteht aus dem Premierminister (Premier Ministre), den Ministern und den Staatssekretären (Secrétaires d'Etat). Der Premierminister sitzt der Regierung vor.
Premierminister müssen:

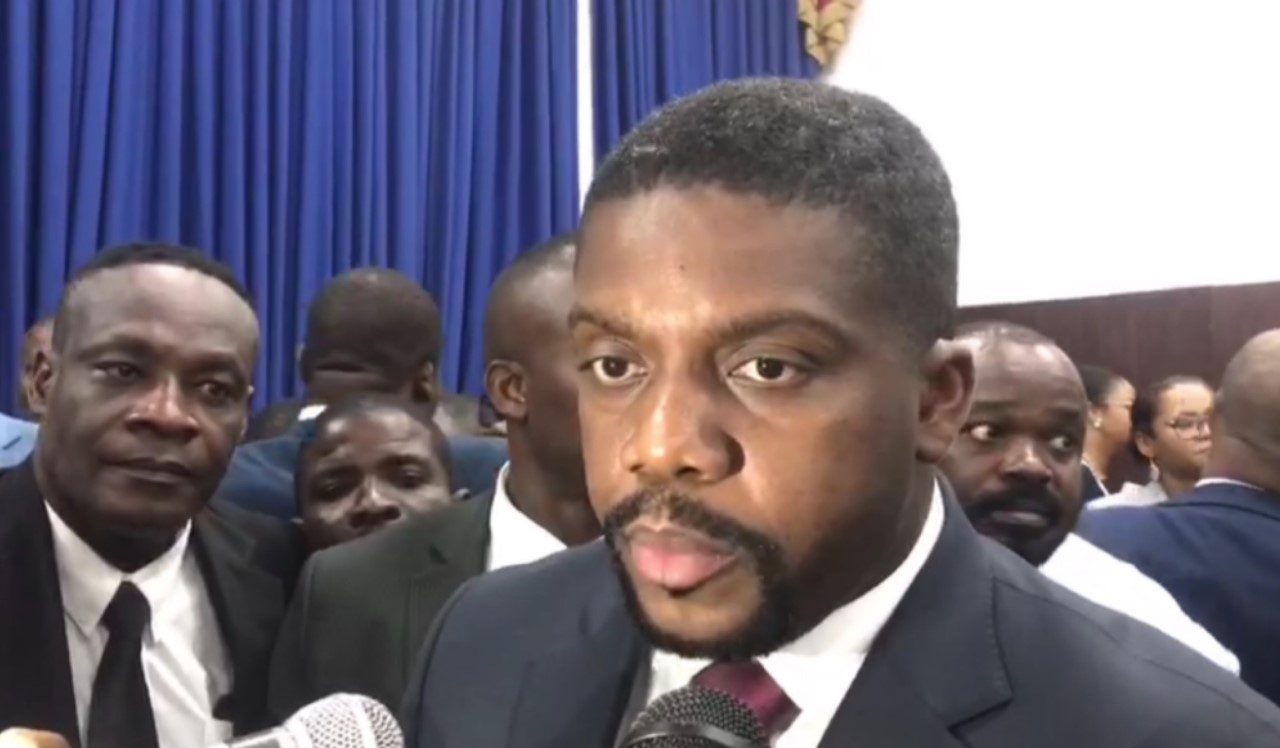
Fritz William Michel (2019–20 Premierminister)

1. Haitianer haitianischer Herkunft sein und ihre Staatsangehörigkeit nie aufgegeben haben;
2. 30 Jahre alt sein;
3. ihre bürgerlichen und politischen Rechte genießen und nie wegen einer niederträchtigen (afflictive) oder schändlichen (infamante) Straftat verurteilt worden sein;
4. für mindestens fünf aufeinanderfolgende Jahre vor dem Datum der Wahl in Haiti wohnhaft gewesen sein;
5. mindestens eine Immobilie im Wahlbezirk besitzen oder betreiben oder hier einen Beruf oder ein Gewerbe ausüben;
6. gegebenenfalls als Verwalter öffentlicher Mittel entlastet worden sein.

Der Premierminister

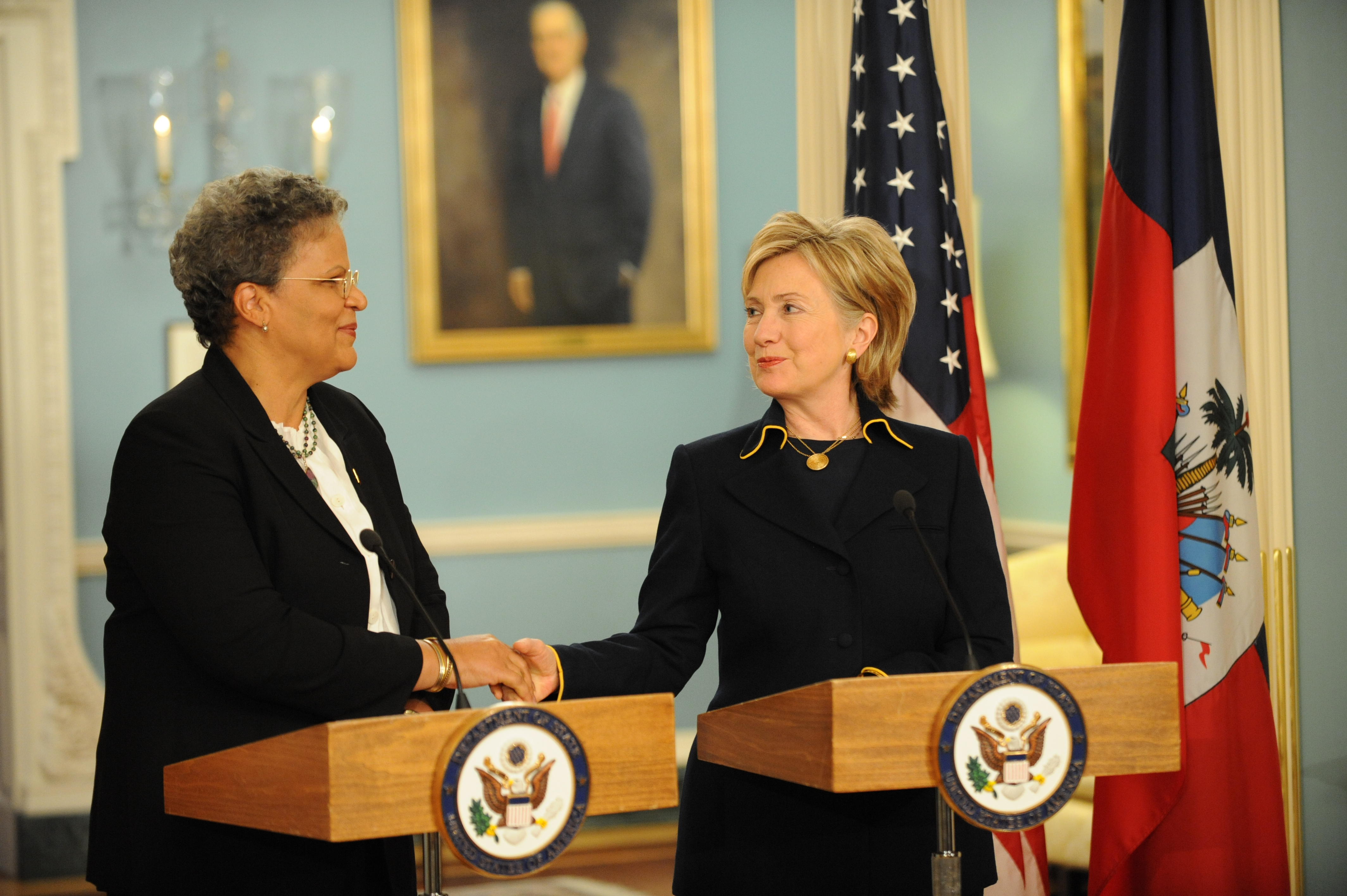
Premierministerin Michele Pierre-Louis und Hillary Clinton (2008–09)

- wählt im Einvernehmen mit dem Präsidenten die Mitglieder seines Kabinetts und stellt sich dem Parlament, um ein Vertrauensvotum zu erhalten;
- setzt die Gesetze um. Im Falle von Abwesenheit, Verhinderung oder Unfähigkeit des Präsidenten der Republik oder auf dessen Ersuchen führt der Premierminister den Vorsitz im Ministerrat. Er hat die Befugnis, Verordnungen zu erlassen;
- ernennt und entlässt Beamte;

Das Amt des Premierministers und das eines Regierungsmitglieds sind unvereinbar mit einem parlamentarischen Mandat.
Im Falle des Rücktritts des Premierministers bleibt die Regierung bis zu der Ernennung eines Nachfolgers im Amt, um Routinegeschäfte zu erledigen.
Siehe auch: Liste der Premierminister von Haiti

### Judikative
Die Judikative ist unabhängig und nur den Gesetzen, keinen Weisungen unterworfen.
Das oberste Gericht der Republik ist nach französischem Vorbild der Cour de Cassation. Instanzen darunter sind die Cours d'Appel (Appellationsgerichte), die tribunaux de première instance (Erstinstanzgerichte) die tribunaux de paix (Friedensgerichte) und die tribunaux spéciaux (besondere Gerichte).
Die Richter am Kassationsgericht und in den Appellationsgerichten werden für zehn Jahre bestellt. Erstinstanzliche Gerichte sind mit Richtern besetzt, die sieben Jahre im Amt bleiben. Die Richter am Kassationsgericht werden vom Präsidenten der Republik nominiert; dabei legt er eine Liste von drei Namen dem Senat zur Entscheidung vor. Die Berufung von Richtern der anderen Instanzen erfolgt analog auf Ebene der regional Zuständigen Organisationseinheiten.
Haiti ist Mitglied des Caribbean Court of Justice.

## Parteien

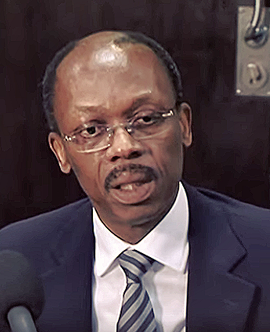
Jean Bertrand Aristide (2010)

In Haïti gilt das Parteiengesetz (Loi Portant Formation, Fonctionnement et Financement des Partis Politiques) vom 16. Januar 2014.
Parteien spielen im politischen Leben Haïtis keine große Rolle. Es handelt sich bei ihnen eher um Sammlungsbewegungen, die sich um prominente politische Akteure scharen.

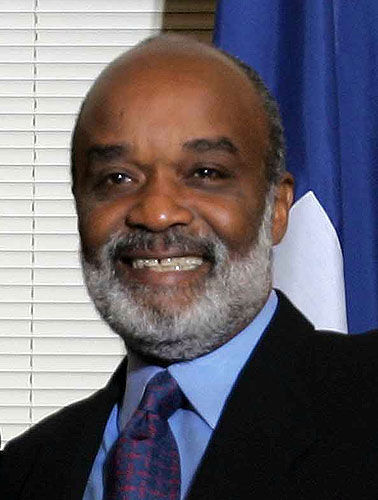
René Préval 2006

Die folgende Aufzählung der Tageszeitung Le Nouvelliste stammt aus dem Jahr 2013 und hat keinen Anspruch auf aktuelle Verlässlichkeit. Als Momentaufnahme zeigt sie vielmehr die Unübersichtlichkeit des Parteienspektrums. 
Eine Konstante stellt lediglich die Fanmi Lavalas von Aristide dar. Die Lavalas (Organisation Politique Lavalas [OPL]) wurde 1991 unter Führung des damaligen Präsidenten Jean-Bertrand Aristide gegründet. Die wachsende anti-Aristide Stimmung führte 1996 zu einer Spaltung der OPL. Ihre Nachfolgeparteien – die von Aristide gegründete, links-populäre Fanmi Lavalas ("Lavalas Familie", [FL]) und die anti-Aristide Organisation du Peuple en Lutte (Organisation des kämpfenden Volkes, [weiterhin OPL]) – wurden zwei der den Ton angebenden Parteien des Landes. Andere signifikante Gruppierungen sind die Fwon Lespwa (franz.: Front de l’Espoir; Front der Hoffnung) und deren Nachfolgepartei INITE (Einheit), auf die sich Präsident (tatsächliche Amtszeit 2005 bis 2010) und früherer Aristide Anhänger René Préval stützte, sowie die Mitte-links orientierte Alyans des Präsidentschaftskandidaten 2005 und späterem Ministerpräsidenten (2015/16) Evans Paul.
1. Action démocratique pour bâtir Haïti (ADHEBA)
2. Action nouvelle pour Haïti (ANHA)
3. Action pour le développement national (ADN)
4. Afè peyizan ak pèp ayisyen (APPA)
5. Aksyon pou konstwi yon Ayiti òganize (AKAO)
6. Alliance démocratique haïtienne (ADH)
7. Alliance pour la libération et l’avancement (ALAH)
8. Alliance pour la renaissance (ARH)
9. Ansanm nou fò: Leslie Voltaire
10. Ayisyen pou Ayiti: Yvon Neptune
11. Camp patriotique et de l’alliance haïtienne (PACAPALHA)
12. Centre démocratique social haïtien (CDSH)
13. CREDDO
14. Fanmi lavalas (FL): Jean-Bertrand Aristide
15. Force militaire révolutionnaire (FMR)
16. Front pour la reconstruction (FRN)
17. Front unifié de libération nationale d’Haïti (FULNH)
18. Grand rassemblement pour l’évolution d’Haïti (GREH): Himmler Rebu[31]  *
19. Gwoup initiativ pou inite kan pèp la (GIKAP)
20. Jeunesse pour la république (JPR)
21. Konbit libération économique (KLE)
22. Konbit nasyonal pou devlopman Ayiti (KNDA)
23. Konbit pou bati Ayiti (KONBA): Jean William Jeanty
24. Konfyans
25. Konvansyon inite demokratik (KID): Evans Paul (vormals Alyans)  *

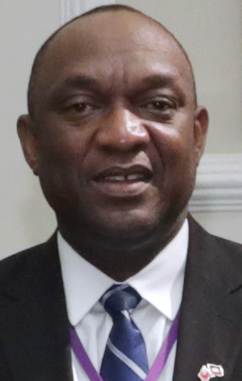
Youri Latortue 2017

26. Youri Latortue 2017L'Ayiti an Aksyon (AAA): Youri Latortue
27. La colombe
28. Le national (NATIONAL)
29. Ligue alternative pour le progrès et l’émancipation haïtienne (LAPEH): Jude Celestin  *
30. Mobilisation démocratique pour le relèvement d’Haïti (MDRH)
31. Mobilisation pour le développement national (MDN): Hubert de Ronceray
32. Mobilisation pour le progrès d’Haïti (MPH)
33. Mouvement action socialiste (MAS)
34. Mouvement chrétien pour une nouvelle Haïti (MOCHRENHA): Luc Mesadieu
35. Mouvement d’organisation du pays (MOP)
36. Mouvement d’union républicaine (MUR)
37. Mouvement démocratique de la jeunesse haïtienne (MODEJHA)
38. Mouvement démocratique et réformateur haïtien (MODEREH)
39. Mouvement indépendant pour la reconstruction nationale (MIRN): Luc Fleurinord
40. Mouvement jeunesse pour refonder Haïti (MJRA)
41. Mouvman konbit nasyonal (MKN)
42. Mouvement national patriotique du 28 novembre (MNP)
43. Mouvement national pour la démocratie (MONDD)
44. Mouvement national pour la prospérité d’Haïti (MNPH)
45. Mouvement national progressiste haïtien (MNPH)
46. Mouvement patriotique pour le sauvetage national d’Haïti (MOPASANA)
47. Mouvement pour l’instauration de la démocratie en Haïti (MIDH)
48. Mouvement pour l’avancement, le développement et l’innovation de la démocratie en Haïti (MADIDH)
49. Mouvement pour la reconstruction nationale (MRN)
50. Mouvement travailliste haïtien (MTH)
51. Mouvman pou endepandans kiltirel sosyal (MEKSEPA)
52. Mouvman revolisyonè ayisyen (MRA)
53. Organisation peuple en lutte (OPL): Jacques-Edouard Alexis
54. Organisation pour l’avancement d’Haïti et des haïtien (OLA-AH)
55. Organizasyon lavni (LAVNI): Yves Cristalin
56. Paradis
57. Parti agricole industriel national (PAIN)
58. Parti Alternative pour le développement d’Haïti (PADH): Victor Benoit
59. Parti de la défense et de la reconstruction d’Haïti (PDRH)
60. Parti démocrate chrétien haïtien (PDCH)
61. Parti démocrate haïtien (PADEMH)
62. Parti démocrate institutionnaliste (PDI)
63. Parti démocratique national travail justice sociale (PDNT-JS)
64. Parti des associations populaires et politiques (PAPP)
65. Parti des patriotes haïtiens (PPH)
66. Parti du congrès national des mouvements démocratiques (KONAKOM)
67. Parti du ralliement national (PARAN)
68. Parti effort et solidarité pour la reconstruction (ESCAMP): Joseph Jasme
69. Parti entente populaire (PEP)
70. Parti fusion des sociaux démocrates haïtiens (FUSION): Edmonde Supplice Beauzile (f)
71. Parti haïtien tèt kale (PHTK): Ann Valerie Timothee Milfort
72. Parti libéral haïtien (PLH): Jean Andre Victor
73. Parti libéral républicain bloc-centrique (PLR-BC)
74. Parti louverturien (PL)
75. Parti louvri baryè (PLB)
76. Parti national de défense des travailleurs (PNDT)
77. Parti national démocratique progressiste d’Haïti (PNDPH)
78. Parti national du travail (PNT)
79. Parti national pour le développement (PPL)
80. Parti national républicain (PNR)
81. Parti national chrétien d’Haïti (PNCH)
82. Parti national haïtien (PNH)
83. Parti nationaliste progressiste révolutionnaire haïtien (PANPRA)
84. Parti politique de la vierge Marie (PPVM)
85. Parti populaire du renouveau haïtien (PPRH)
86. Parti populaire national (PPN)
87. Parti pour l’évolution nationale haïtienne (PENH)
88. Parti pour l’avancement intégral du peuple haïtien (PAIPH)
89. Parti réformiste haïtien (PRH)
90. Parti révolutionnaire démocrate haïtien (PRDH)
91. Parti social chrétien (PSCH)
92. Parti social démocrate haïtien (PSDH)
93. Parti social rénové (PSR)
94. Parti socialiste haïtien (PSH)
95. Parti union pour le renouveau haïtien (URH)
96. Parti unité démocratique haïtienne (PUDH)
97. Parti unité nationale (PUN)
98. Pati politik peyizan
99. Patriyot natif natal (PNN)
100. Patriyot rasanble pou sove lakay (PARASOL)
101. Pitach
102. Pou nou tout (PONT): Jean-Marie Cherestal
103. Parti révolutionnaire pour l’organisation et le progrès (PROP)
104. Ralliement des démocrates Fignolistes (RDF)
105. Rassemblement démocrate chrétien (RDC)
106. Rassemblement des citoyens patriotes(RCP)
107. Rassemblement des démocrates nationaux progressistes (RDNP): Mirlande Manigat  *
108. Rassemblement des démocrates pour la République (RDR)
109. Rassemblement des patriotique haïtien (RPH)
110. Rassemblement du peuple haïtien (RPH)
111. Rassemblement national des forces démocratiques (RANFO)
112. Reconstruction d’Haïti (RH)
113. Regroupement patriotique pour le renouveau national (REPAREN)
114. Regwoupman sitwayen pou espwa (RESPÈ): Charles-Henri Baker *
115. Renmen Ayiti: Jean-Henry Ceant
116. Têt ansanm pour le sauvetage haïtien
117. Union des patriotes démocrates (UPD)
118. Union des patriotes pour l’avancement national (UPAN)
119. Union nationale des démocrates haïtiens (UNDH)
120. Union nationale des forces démocratiques (UNDF)
121. Union nationale chrétienne pour la reconnaissance d’Haïti (UNCRH): Chavannes Jeune
122. Union patriotique des démocrates chrétiens (UPDC)
123. Union pour le développement d’Haïti (UDH)

Gegründet 2018: Platform Pitit Desaline (PPD): Jean-Charles Moise  *
Eine aktuelle Übersicht nennt noch 31 Parteien.

## Staatliche Gliederung
Das Staatsgebiet Haïtis ist in 10 Départements, 42 Arrondissements, 146 Communes (Gemeinden), Quartiers (Stadtviertel) und 575 Sections Communales (kommunale Bereiche) unterteilt.

### Départements
Die Départements (Departement) sind die größten Verwaltungseinheiten des Staatsgebiets und sind in Arrondissements unterteilt. Sie sind als juristische Person autonom.
Jedes Département wird von einem aus drei Mitgliedern bestehenden Rat verwaltet; die Mitglieder werden für vier Jahre von der Assemblée départemental (Departementsversammlung) gewählt.
Die Exekutivgewalt für jedes Departement liegt in den Händen eines von der Regierung in Port-au-Prince ernannten délégué, der einen Stellvertreter hat (vice-délégué).
Bewerber müssen als Voraussetzung erfüllen: Haïtianische Staatsbürgerschaft, Mindestalter von 25 Jahren, mindestens drei Jahre vor der Wahl wohnhaft innerhalb des Départements, im Genuss der bürgerlichen und politischen Rechte und ohne Verurteilung wegen einer niederträchtigen (afflictive) oder schändlichen (infamante) Straftat. Sie müssen sich verpflichten, während der Amtszeit den Wohnsitz im Département beizubehalten. Sie können aber müssen nicht der Assemblée départemental angehören.
Die Assemblée départementale besteht aus je einem Vertreter der Communes.
Haiti gliedert sich in zehn Départements: Artibonite, Centre, Grand’Anse, Nippes, Nord, Nord-Est, Nord-Ouest, Ouest, Sud-Est, Sud. Das Département Nippes wurde als zehntes Département am 4. September 2003 durch Abspaltung von Grand’Anse gebildet.

### Arrondissements

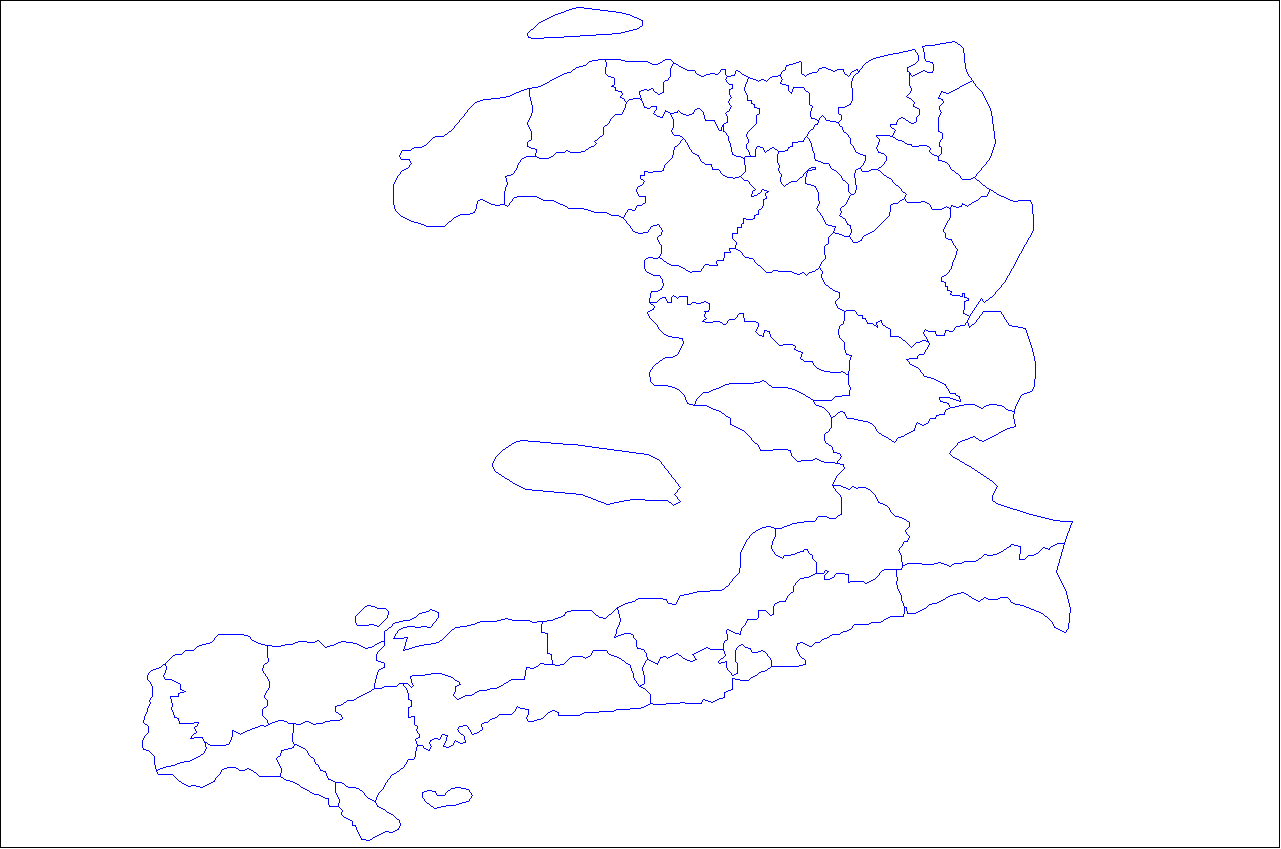
Arrondissements Haïtis

Ein Arrondissement (Kreis) ist eine aus mehreren Gemeinden gebildete Verwaltungseinheit, deren Einrichtung durch Gesetz geregelt wird.
→ Liste der Arrondissements in Haiti

### Communes
Die Communes (Gemeinden) haben administrative und finanzielle Autonomie. Jede Gemeinde des Landes wird von einem Rat (Conseil) aus drei Mitgliedern verwaltet, die in allgemeinen Wahlen gewählt werden. Dieser Rat heißt Conseil Municipal (Stadt- bzw. Gemeinderat). Der vorsitzende des Stadtrats trägt den Titel Maire (Bürgermeister) und hat einen Stellvertreter.
Die Amtszeit des Gemeinderats beträgt vier Jahre; die Wiederwahl ist unbegrenzt möglich.
Bewerber müssen als Voraussetzung erfüllen: Haïtianische Staatsbürgerschaft, Mindestalter von 25 Jahren, mindestens drei Jahre wohnhaft innerhalb der Gemeinde, im Genuss der bürgerlichen und politischen Rechte und ohne Verurteilung wegen einer niederträchtigen (afflictive) oder schändlichen (infamante) Straftat.
Die wichtigsten Gemeinden Haïtis sind Port-au-Prince, Carrefour, Delmas, Pétionville (alle im Großraum Port-au-Prince), Cap-Haïtien, Gonaïves, Saint-Marc, Les Cayes
→ Liste der Städte in Haiti

### Sections Communales
In jeder Section Communal besteht ein Verwaltungsrat, dem drei Mitglieder angehören. Die Verwaltungsratsmitglieder werden in allgemeines Wahl für eine vierjährige Amtszeit gewählt; die Wiederwahl ist unbegrenzt möglich.
Bewerber müssen als Voraussetzung erfüllen: Mindestalter von 25 Jahren, mindestens zwei Jahre wohnhaft innerhalb des kommunalen Bereichs, im Genuss der bürgerlichen und politischen Rechte und ohne Verurteilung wegen einer niederträchtigen (afflictive) oder schändlichen (infamante) Straftat.
Die Verwaltungsräte der Sections Communales sind verpflichtet, Strukturen zur Erfüllung der sozialen, wirtschaftlichen, staatsbürgerlichen und kulturellen Belange der Bevölkerung zu gestalten.

## Verfassungsänderung von 2012
Durch einen Gesetzgebungsprozess, der im Mai 2011 abgeschlossen wurde, trat im Juni 2012 die geänderte Verfassung in Kraft.
Hauptartikel: → Verfassung Haitis

## Kritische Verfassungswirklichkeit
Die älteste Demokratie Süd- und Mittelamerikas und erste unabhängige Republik von Schwarzen muss als gescheiterter Staat bezeichnet werden, der das ärmste und am wenigsten entwickelte (LLDC), dafür korrupteste Land des Kontinents ist. Einer kleinen Oberschicht (genannt Bourgeoisie) von 3 bis 5 % der Bevölkerung, der es an nichts mangelt, steht eine breite Masse von Menschen gegenüber, die sich jeden Tag um ihr wirtschaftliches Überleben sorgt.
Im Human Development Index (HDI) des UNDP rangiert Haiti auf Platz 170 von 189, was "geringe menschliche Entwicklung" bedeutet. Im Fragile States Index des Think Tank Fund for Peace belegt Haiti Platz 13 von 178 Staaten, was "Alarm" bedeutet. Der Corruption Perceptions Index (PTI) von Transparency International führt Haiti auf Platz 168 von 180 Ländern, was bedeutet, dass in nur 12 Ländern die Korruption ausgeprägter ist als in Haiti.
Die Verfassungswirklichkeit weicht faktisch deutlich von den detailreichen Vorgaben, vor allem vom Geist der ambitionierten Constitution ab.
- Es mangelt an demokratischer Beteiligung des Großteils der Bevölkerung, die Partizipation ist eingeschränkt. Dies zeigt sich in geringer Wahlbeteiligung und häufigen Störungen der Wahlen. Bei der mehrfach verschobenen Stichwahl der Präsidentschaftswahl am 20. November 2016 gaben nur etwa 1,3 Millionen der 6,2 Millionen Wahlberechtigten (= 21 %) ihre Stimme ab.[51] Nach der Wahlrunde am 25. Oktober 2015 (Stichwahlen zur Abgeordnetenkammer und zum Senat, erste Runde der Präsidentschaftswahlen, Kommunalwahlen) fehlten fünf Tage nach Schließung der Wahllokale noch 2113 Niederschriften der Ergebnisse der örtlichen Auszählungen.[52] Bei den Wahlen zur Abgeordnetenkammer und zum Senat am 9. August 2015  lag die Wahlbeteiligung bei nur 18 %, in der Hauptstadt sogar nur bei 10 %. 290.000 Wahlberechtigte konnten nicht abstimmen, da ihre Wahllokale infolge gewalttätiger Ausschreitungen geschlossen wurden.[53]

- Die Zersplitterung der politisch aktiven Kräfte, der Mangel an programmatischer Einordnung, die Koalitionen erleichtern könnte, und der nicht vorhandene Wille, im Sinne einer Staatsräson Einigungen anzustreben und zu erreichen, führt immer wieder zu Handlungen, die sich an der Grenze der Constitution bewegen bzw. deren Vorkehrungen für Ausnahmefälle zur Regel machen.[54] Als Beispiel gilt die Verfassungskrise der Jahre 2015 bis 2017: Präsident Martelly löste am 13. Januar 2015 das beide Kammern des Parlaments auf und regierte fortan per Dekret., da die Parteien und der Präsident sich bis zum Ende der Legislaturperiode nicht auf Regeln für die Durchführung der anstehenden Neuwahlen verständigen konnten, Am 14. Februar 2016 wurde Senatspräsident Jocelerme Privert vom Parlament zum Übergangspräsidenten gewählt, der bis zu einer Präsidentschaftswahl im April des Jahres die Amtsgeschäfte führen sollte.[55] Ende Mai 2016 empfahl eine Wahlprüfungskommission, die erste Runde der Präsidentschaftswahl im Oktober 2015 für nichtig zu erklären und zu wiederholen, da damals viel zu viele Personen mit zweifelhafter Wahlberechtigung teilgenommen hätten. Am 14. Juni 2016 lief Priverts auf 120 Tage befristete Mandat als Übergangspräsident ab, ohne dass er seinem Ziel (Amtsübergabe an einen vom Volk gewählten Nachfolger) näher gekommen wäre.[56] Zwei Versuche der verbliebenen Abgeordneten der Abgeordnetenkammer, über eine Erneuerung von Priverts Mandat als Übergangspräsident bis zum 7. Februar 2017 zu entscheiden, scheiterten, da gewalttätige Demonstranten für und gegen Privert verhinderten, dass die anberaumten Sitzungen am 21. Juni bzw. am 28. Juni 2016 stattfinden konnten. Gleichwohl betrachtete Privert sich selbst bis auf Weiteres als „de-facto-Übergangspräsident“, da die Abgeordnetenkammer nichts Gegenteiliges verfügt habe.[57]Präsident Michel Martelly im April 2011

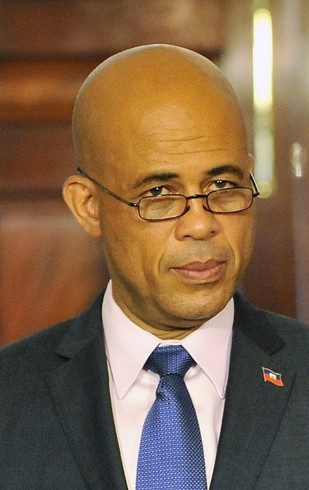
Präsident Michel Martelly im April 2011

- Michel Martelly kam im Jahr 2011 unter massiven öffentlichen Druck, da ihm vorgeworfen wurde, einen US-amerikanischen Pass zu haben und somit den Anforderungen der Constitution für die Ausübung des Amts des Präsidenten nicht zu erfüllen. Es kam zu einem gemeinsamen Auftritt mit dem Botschafter der USA in Haiti, bei dem Martelly seinen haitianischen Pass vorzeigte.[58] Martellys Außenminister Laurent Lamothe  wurde 2012 nach einer "erneuten Verfassungskrise" Premierminister, da seinem Vorgänger Conille Korruption in Zusammenhang mit der Verwendung von Hilfsgeldern für den Wiederaufbau nach dem Erdbeben von 2010 vorgeworfen worden war.[59] Eine Ministerin seines Kabinetts musste im März 2013 zurücktreten: Bernice Fidelia, Ministerin für Auslandshaitianer, konnte nicht nachweisen, nur die haitianische Staatsangehörigkeit zu besitzen.[60] Auch Lamothes Staatsangehörigkeit wurde immer wieder angezweifelt. Es bedurfte einer intensiven Untersuchung durch einen Ausschuss des Senats, um Zweifel daran auszuräumen, dass Lamothe Haitianer und nur Haitianer ist.[61]

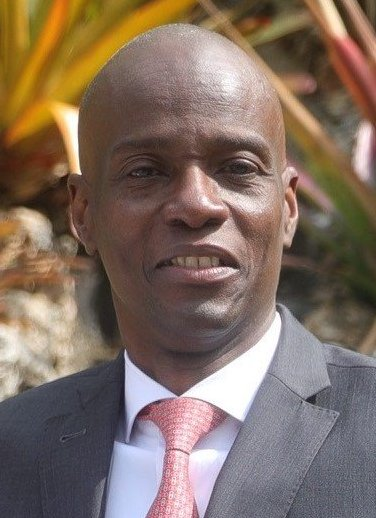
Jovenel Moise

- Jovenel MoiseDer seit Februar 2017 amtierende Präsident Jovenel Moïse regierte seit Januar 2020 per Dekret, da wegen der faktischen Unmöglichkeit, Wahlen abzuhalten, beide Kammern des Parlaments beschlussunfähig geworden waren. Moïse plante angesichts dieser politisch nicht tragbaren Lage eine weitere Überarbeitung der Verfassung von 1987. Sein Ziel war es, die Frequenz der Parlamentswahlen, bei denen stets nur ein Drittel der Senatoren gewählt werden, zu reduzieren und die Verteilung der Rechte zwischen Legislative und Exekutive zu Gunsten des Präsidenten zu ändern.[62] Nachdem Moïse am 7. Juli 2021 einem Attentat zum Opfer fiel, zeigte sich, dass die im Jahr 2012 erfolgten verfassungsrechtlichen Präzisierungen der Nachfolge bzw. vertretungsweisen Ausübung des Amts nicht ausreichten, um Stabilität zu sichern. Obwohl der von Moïse designierte Premierminister Ariel Henry keine Bestätigung durch das Parlament benötigt, mangelte es zum Zeitpunkt des Attentats an seiner Eidesleistung, um als Regierungschef anerkannt zu werden. Als amtierender Premierminister gerierte sich weiterhin Außenminister Claude Joseph. Die Rede war auch vom Vorsitzenden des Obersten Gerichts (allerdings wegen Tod nicht besetzt), obwohl dieser nach der Verfassungsänderung von 2012 keine Rolle mehr spielt. Am 10. Juni wurde der Präsident des Senats, Joseph Lambert, von der Opposition als amtierender Präsident genannt, obwohl nur noch 10 der 30 Senatssitze besetzt sind (8 der verbliebenen 10 Senatoren stimmten für Lambert) und eine solche Regelung in der Verfassung nicht vorgesehen ist.[63] Zwei Wochen nach der Ermordung des Präsidenten konnte sich am 20. Juli 2021 Ariel Henry als Premierminister durchsetzen. Die Internationale Gemeinschaft (USA, Frankreich, Kanada und andere als sog. Core Group) hatten in Bezug auf die Besetzung des Amts eine Kehrtwendung gemacht; dies zeigte, dass die Geschicke des Landes von außen gelenkt wurden.[64]

Die kleine Minderheit der am politischen Geschehen Beteiligten verfolgt kleinteilige Partikularinteressen, die einem gesellschaftlichen und politischen Konsens im gemeinschaftlichen Sinne zuwiderlaufen und den Eindruck erwecken, ihr Ziel sei gerade die Destabilisierung von Land und Staat.
Die Verfassung sieht als unabhängiges Organ einen Conseil Électoral Permanent (Ständiger Wahlrat; CEP) vor der zu je drei Mitglieder aus Legislative, Exekutive und Judikative bestehen soll. Mindestens seit dem Jahr 2004 besteht nur noch ein Conseil Èlectoral Provisoire (Provisorischer Wahlrat; CEP).
Von 2004 bis 2017 war die zeitweise größte Stabilisierungsmission der Vereinten Nationen (MINUSTAH) in Haiti. Es handelte sich um eine UN-Friedensmission unter Kapitel VII der Charta. Der UN-Sicherheitsrat beschloss die Mission als Maßnahme gegen die von Haiti ausgehende Bedrohung des Weltfriedens und der internationalen Sicherheit in der Region. Deutlicher kann die Abwesenheit des Geistes der Verfassung nicht belegt werden.
Die sich seit dem Jahr 2018 weiternde Staatskrise in Haiti führte dazu, dass mangels Wahlen kein einziger demokratisch legitimierte Amtsträger mehr vorhanden ist.